# Does This Look Infected?
Does This Look Infected? è il secondo album in studio del gruppo musicale canadese Sum 41, pubblicato il 26 novembre 2002 dalla Island Records e dalla Mercury Records.

## Descrizione
La copertina per Does This Look Infected? (raffigurante Steve Jocz rappresentato come zombie) è stata scelta mesi prima del titolo. L'album fu ritardato a lungo dall'etichetta perché il gruppo non aveva ancora scelto il titolo dell'album. Deryck scelse successivamente il nome Does This Look Infected?, dopo che gli altri componenti risero all'idea e lo scelsero come nome della pubblicazione.
Nell'album, la band attraversa varie tematiche: A.N.I.C. è una canzone offensiva su Anna Nicole Smith. Il titolo sta per Anna Nicole Is a Cunt (letteralmente, "Anna Nicole è una stronza"); All Messed Up parla del numero impressionante di omicidi in America, The Hell Song parla di un'amica del gruppo che ha contratto il virus dell'AIDS, Still Waiting tratta della guerra in Afghanistan, mentre Over My Head (Better Off Dead) racconta di chi commette reati e il mattino dopo non se ne ricorda.
Il genere dell'album si sposta su sonorità più aggressive ed elaborate, attingendo sia dal punk rock che dal metal, discostandosi leggermente dal precedente lavoro della band All Killer No Filler.
Esiste una versione con un DVD incluso con il percorso dei loro album in un concerto al London Astoria. Comprende le canzoni Fat Lip, Never Wake Up, Machine Gun, In Too Deep ed altre.
Anche la versione inedita contiene un DVD bonus, Cross the T's and Gouge Your I's, che, come il disco, è una "produzione Lucifero", e contiene il percorso della band alter ego dei Sum 41, i "Pain for Pleasure", intitolato Reign in Pain, e vari spezzoni divertenti come Going Going Gonorrhea, Campus Invasion e Pizza Heist and Other Crap. Nel DVD sono incluse inoltre le tracce dei Pain for Pleasure Reign in Pain e WWVII Parts 1 & 2, le canzoni degli Autopilot Off Long Way to Fall e Nothing Frequency, Short Fuse e Ill Blood dei No Warning ed alcuni collegamenti web.

## Tracce
Testi e musiche dei Sum 41.
1. The Hell Song – 3:18
2. Over My Head (Better Off Dead) – 2:29
3. My Direction – 2:02
4. Still Waiting – 2:38
5. A.N.I.C. – 0:37
6. No Brains – 2:46
7. All Messed Up – 2:44
8. Mr. Amsterdam – 2:56
9. Thanks for Nothing – 3:04
10. Hyper-Insomnia-Para-Condrioid – 2:32
11. Billy Spleen – 2:32
12. Hooch – 3:28

Tracce bonus nell'edizione britannica
1. Reign in Pain (Heavy Metal Jamboree) – 2:55
2. WWVII Parts 1 & 2 – 5:09

## Formazione
- Deryck Whibley - voce, chitarra ritmica; batteria in Reign in Pain e WWVII Parts 1 & 2
- Dave Baksh - chitarra solista, cori
- Cone McCaslin - basso, cori
- Steve Jocz - batteria, percussioni, cori; voce in Thanks for Nothing, Reign in Pain e WWVII Parts 1 & 2

## Classifiche
| Classifica (2002) | Posizione massima |
| ----------------- | ----------------- |
| Canada            | 8                 |
| Francia           | 78                |
| Giappone          | 12                |
| Stati Uniti       | 32                |
| Svezia            | 44                |
| Svizzera          | 55                |